# Municipio de Brookline
El municipio de Brookline (en inglés: Brookline Township) es un municipio ubicado en el condado de Greene en el estado estadounidense de Misuri. En el año 2010 tenía una población de 2500 habitantes y una densidad poblacional de 46,4 personas por km².

## Geografía
El municipio de Brookline se encuentra ubicado en las coordenadas 37°8′40″N 93°25′11″O / 37.14444, -93.41972. Según la Oficina del Censo de los Estados Unidos, el municipio tiene una superficie total de 53.88 km², de la cual 53.84 km² corresponden a tierra firme y (0.07%) 0.04 km² es agua.

## Demografía
Según el censo de 2010, había 2500 personas residiendo en el municipio de Brookline. La densidad de población era de 46,4 hab./km². De los 2500 habitantes, el municipio de Brookline estaba compuesto por el 94.68% blancos, el 0.44% eran afroamericanos, el 0.64% eran amerindios, el 1% eran asiáticos, el 0.04% eran isleños del Pacífico, el 0.48% eran de otras razas y el 2.72% pertenecían a dos o más razas. Del total de la población el 1.8% eran hispanos o latinos de cualquier raza.